# 格羅夫街車站 (PATH)
格羅夫街車站（英語：Grove Street），原名「格羅夫-亨德遜街」（Grove-Henderson Streets）是美國紐新港務局過哈德遜河捷運（PATH）系統的地鐵站，位於新澤西州澤西市下城格羅夫街、紐瓦克大道及鐵路大道的交界，設有任何時候都營運的紐瓦克－世界貿易中心線，只在平日營運的雜誌廣場－33街線，只在週末營運的雜誌廣場－33街線 (經霍博肯)。

## 車站結構
| G        | 街道層             | 出入口 |
| M        | 夾層               | 閘機、車站詢問處 |
| P 月台層 | 西行               | 紐瓦克－世界貿易中心線 往紐瓦克（雜誌廣場） · 雜誌廣場－33街線 往雜誌廣場（總站） · 雜誌廣場－33街線 (經霍博肯) 往雜誌廣場（總站） |
| P 月台層 | 島式月台，左側開門 | |
| P 月台層 | 東行               | 紐瓦克－世界貿易中心線 往世界貿易中心（交易廣場） · 雜誌廣場－33街線 往33街（新港） · 雜誌廣場－33街線 (經霍博肯) 往33街（新港）   |

此站在1910年9月6日啟用，設有一個島式月台及兩條軌道。

## 外部連結
- PATH – Grove Street （页面存档备份，存于）
- Grove Street entrance from Google Maps Street View
- Marin Boulevard entrance from Google Maps Street View
- Platform from Google Maps Street View